# Bahnbetriebswerk Güstrow

Unmaßstäbliches Gleisbild des Bw Güstrow (1930)

Das Bahnbetriebswerk Güstrow (kurz Bw Güstrow) bestand von 1865 bis 1993 und diente der Wartung, Reparatur und Bereithaltung von Dampf- und Diesellokomotiven, die im Raum Güstrow eingesetzt wurden oder in Güstrow stationiert waren. Ende 1993 kam das ehemalige Bw zum Bahnbetriebswerk Rostock und wurde von dort noch bis 1999 als Einsatzstelle weiterbetrieben.
Die verbliebenen Teile des ehemaligen Bahnbetriebswerkes (wie etwa die beiden Ringlokomotivschuppen, die Drehscheibe und der Wasserturm) sind in der amtlichen Baudenkmalliste eingetragen.

## Geschichte
Mit der Eröffnung der Bahnstrecke zwischen Bützow und Güstrow 1850 wurde von der Mecklenburgischen Eisenbahngesellschaft auch eine Reparatur- und Unterhaltungswerkstatt für Lokomotiven im neuen Endbahnhof Güstrow in Betrieb genommen. Diese Lokstation bestand aus einem dreigleisigen Lokschuppen mit angegliederter Werkstatt. 1864 ergänze die Eisenbahngesellschaft einen 4-ständigen Ringlokschuppen mit vorgelagerter Drehscheibe. 1865 erfolgte dann die Umwandlung in ein Bahnbetriebswerk.
In den 1880er Jahren entwickelte sich Güstrow zum Knotenbahnhof. Gleichzeitig wurden mehr Zugleistungen nach Neubrandenburg abgewickelt und die Bedeutung der Lokstation nahm damit erheblich zu. Aus diesen Gründen wurde das Bw ab 1882 mehrmals erweitert und verfügte bis 1887 über einen Halbrundschuppen mit 14 Gleisen.
Mit Einrichtung der Fährverbindung zwischen Warnemünde und dem dänischen Gedser stieg die Bedeutung des Bahnhofs weiter an. Nach dem Ersten Weltkrieg erholte sich das Werk rasch und gelangte bald erneut an seine Kapazitätsgrenzen. Da keine Erweiterungsflächen mehr zur Verfügung standen, plante man in etwa 500 Metern Entfernung an der Bahnstrecke nach Bützow ein neues Bw zu errichtet. Die Bauzeit für das neue Bw mit Halbrundlokschuppen für 11 Gleise, Drehscheibe mit einem Durchmesser von 23 Metern, Werkstätten dauerte von 1925 bis 1927. Bis 1933 fanden noch kleinere Erweiterungen, wie etwa der Neubau eines Verwaltungs- und Sozialgebäudes, statt. 1935 wurde das alte Bw mit Ausnahme des Ringlokschuppens und der Drehscheibe beseitigt. Sowohl der Ringlokschuppen als auch die Drehscheibe sind bis heute (Stand 2019) erhalten.

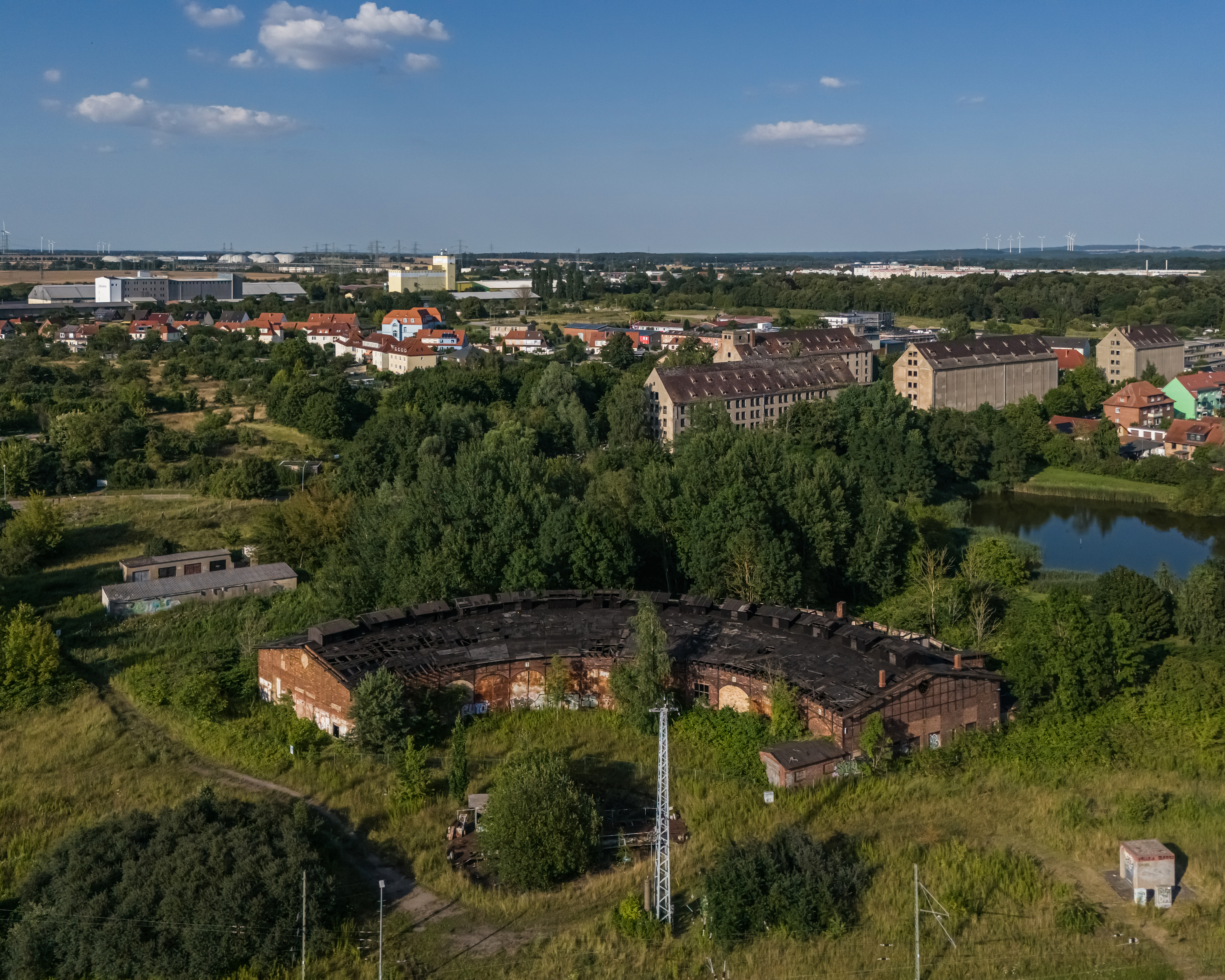
Ruine des südlichen Ringlokschuppens, 2024

Nach der Wiedervereinigung ging die Bedeutung des Bw rasch zurück und die zuständige Reichsbahndirektion Schwerin entschied sich zur Auflösung des Bw Güstrow zum 30. November 1993. Die Dienststelle kam anschließend als Einsatzstelle zum Bahnbetriebswerk Rostock (ab 1994 Betriebshof Rostock). Am 26. September 1999 folgte dann die vollständige Schließung der Einsatzstelle.

## Lokomotivbestand
1932 waren insgesamt 24 Dampflokomotiven in Güstrow stationiert. Bis 1936 erhöhte sich die Anzahl auf insgesamt 39 Lokomotiven. Die nachfolgende Aufzählung zeigt den Lokomotivbestand von 1932 (1936 als Klammerwert).
- Baureihe 3810–40 1 Stück (2 Stück)
- Baureihe 5525–56 8 Stück (6 Stück)
- Baureihe 5516–22 3 Stück (1 Stück)
- Baureihe 5620–29 2 Stück (14 Stück)
- Baureihe 754, 10–11 6 Stück (6 Stück)
- Baureihe 8980 1 Stück (1 Stück)
- Baureihe 9119 3 Stück (7 Stück)
- Baureihe 64 – 0 Stück (2 Stück)

Nach dem Zweiten Weltkrieg befanden sich mehrere Fremdlokomotiven aus Frankreich und Belgien im Bw Güstrow. In den 1950er Jahren erfolgten viele Lokomotivreparaturen. Gleichzeitig wurde eine Typenbereinigung vorgenommen. Die Baureihe 50 dominierte anschließend den Lokomotivbestand. 1964 befanden sich folgende Lokomotiven im Bestand:
- Baureihe 3810–40 15 Stück
- Baureihe 50 28 Stück
- Baureihe 5710–35 7 Stück
- Baureihe 945–17 4 Stück

In den 1960er Jahren gingen die Reisezugleistungen zurück und die Dampflokomotiven der Baureihen 38 und 50 (Altbau) verschwanden nach und nach. 1966 setzte mit der Übernahme der V 36 der Traktionswandel in Güstrow ein. 1968 kamen Neubaudampflokomotiven der Baureihen 23 und 5040 sowie Diesellokomotiven der Baureihe V 60.12 zum Bestand. Ein Jahr später folgte die Baureihe V 100. Der Lokomotivbestand im Jahr 1969 stellte sich wie folgt dar:
- Baureihe 23 6 Stück
- Baureihe 50 12 Stück
- Baureihe 5040 22 Stück
- Baureihe 57 5 Stück
- Baureihe V 15 1 Stück
- Baureihe V 60 2 Stück
- Baureihe V 100 3 Stück

1974 kam die Baureihe 120 und 1975 die Baureihe 118 in das Bw. Planmäßige Dampflokeinsätze mit der Baureihen 5035 erfolgten jedoch noch bis März 1986.

## Einsatzstellen

Unmaßstäbliches Gleisbild der Einsatzstelle Meyenburg (1965)
Unmaßstäbliches Gleisbild der Lokomotiv-Station Teterow (1912)
Unmaßstäbliches Gleisbild der Lokstation Plau (1890)

Zwischen 1945 und 1993 waren dem Bw Güstrow sechs Einsatzstellen zugeteilt. So gehörten ab dem Jahr 1945 Gnoien, Plau am See, Röbel und Teterow zum Bw. 1953 folgten Meyenburg und 1966 Karow. Die Einsatzstelle Röbel ging 1953 an das Bahnbetriebswerk Parchim. Gnoien, Karow und Plau am See wurden später geschlossen. Mit der Umwandlung des Bw Güstrow in eine Einsatzstelle kamen die beiden Einsatzstellen Meyenburg und Teterow zum Bahnbetriebswerk Rostock.